# Éléonore Denuelle de La Plaigne
Éléonore Louise Catherine Denuelle de la Plaigne (Párizs, 1787. szeptember 13. – Párizs, 1868. január 30.), udvarhölgy, I. Napóleon francia császár szeretője.

## Élete

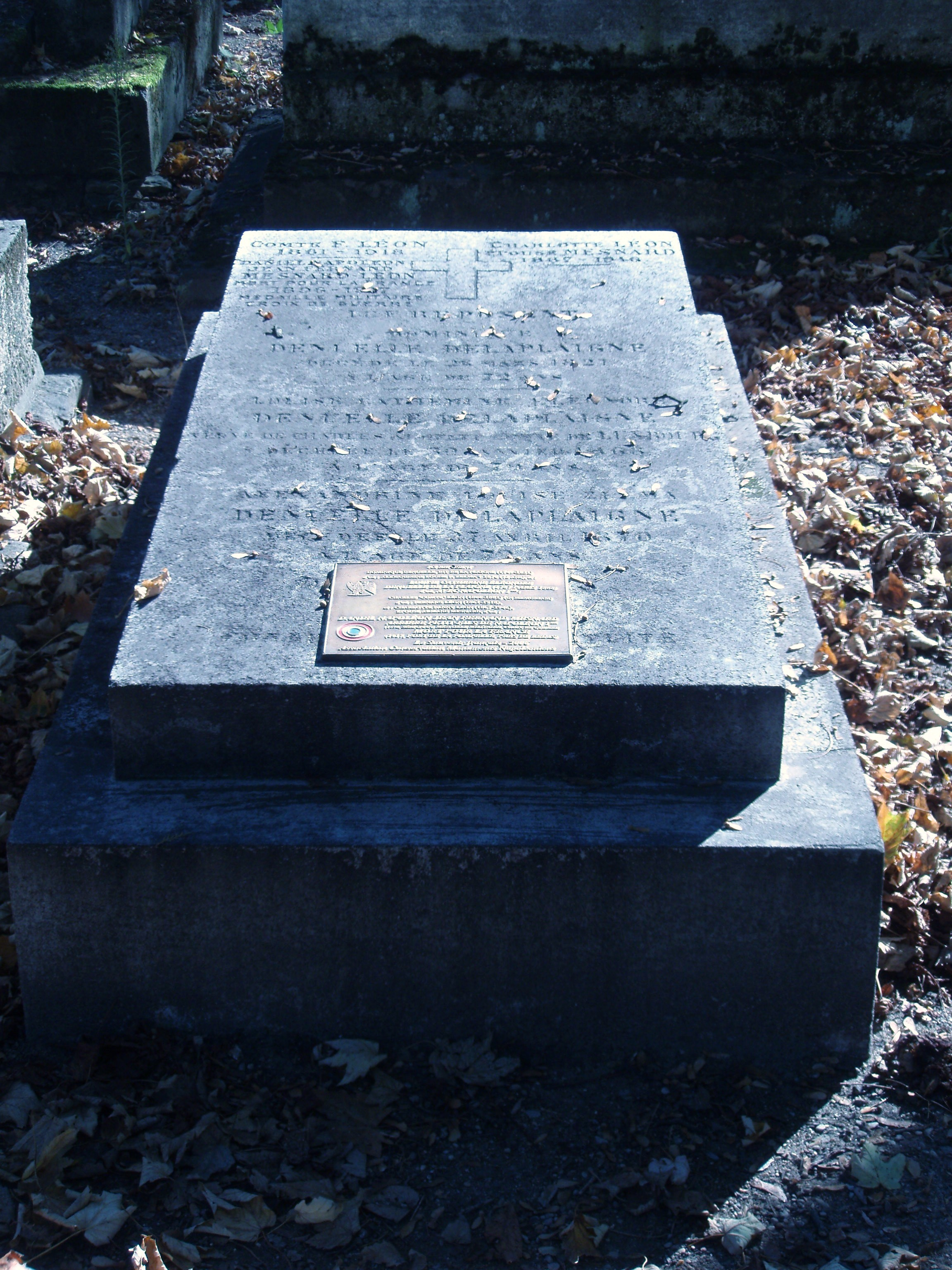
Sírja a Père-Lachaise temetőben

Párizsban, a Poissonnière utcában született, s szeptember 14-én keresztelték a Saint-Eustache templomban. Középosztálybeli polgári család gyermeke. Apja, Dominique Denuelle de La Plaigne (1748–1821) párizsi polgár, királyi Erdő- és vízmester (Maître particulier des Eaux et forêts), valamint a király borszállítója, anyja, Françoise-Charlotte-Éléonore Sophie Couprie (1767–1850) a nápolyi királyi követ főkomornyikjának leánya volt.  Keresztszülei is hasonló vagyon- és jogállású családból kerültek ki: keresztapja,  Louis-François Mahé de la Bourdonnais, a királyi vadászatok testületének hadnagya, keresztanyja pedig Catherine Brunet de Mont-Louis, a Palais-Royal aukciós ház igazgatójának leánya volt.
A forradalom kitörése után az apa elvesztette hivatalát, a család a tartalékaiból volt kénytelen élni. Később, mint royalistát feleségével együtt be is börtönözték, mindketten 1794. augusztus 24-én szabadultak.
Éléonore a Saint-Germain-en-Laye-ben található magánintézetben tanult, mely Jeanne-Louise-Henriette Campan nevelőintézete volt, s itt ismerkedett meg Bonaparte tábornok testvéreivel és unokahúgaival. 
1805. január 15-én, 18 évesen feleségül ment Jean-Honoré-François Revel kétgyermekes özvegyemberhez, aki a 15. dragonyosezred kapitányának mondta magát. Két hónappal később a férjről kiderült, hogy kalandor és szélhámos. Csalás miatt letartóztatták és két év börtönre ítélték. Válásukat 1806. április 29-én hirdették ki.
Eléonore ekkor Madame Campan és egykori tanítványa, Caroline Murat (Bonaparte legfiatalabb húga) segítségével Chantilly-ban, egy nehéz helyzetben lévő fiatal nők számára fenntartott panzióban lelt menedéket, majd Caroline, aki ekkor már  Joachim Murat, a majdani (1808-tól) nápolyi király felesége volt, felolvasóként udvarába vette. Bemutatta Napóleonnak, aki 1806 februárjától rendszeresen fogadta Éléonore-t a Tuileriákban, illetve Neuillyben (Murat kastélyában), ahol egy önálló lakrészben helyezte el.
Éléonore 1806. december 19-én fiúgyermeknek adott életet. A gyermek születésével Napóleon – aki 1806. december 30-án, Pultuskban kapott hírt fiáról – meggyőződött róla, hogy nemzőképes. A gyermek a Charles Léon nevet kapta, és hasonlított apjára. Az uralkodó nemesi címet adományozott neki, azaz elismerte saját fiaként, s így ő lett León grófja, valamint Napóleon első természetes gyermeke. A törvénytelen gyermek létezéséről Joséphine császárné is tudomást szerzett.
Éléonore Denuelle de La Plaigne soha többé nem találkozott a császárral. Akkor sem fogadta őt, amikor a fontainebleau-i kastélyba érkezett.
Napóleon azonban 1808-ban hozzásegítette, hogy Éléonore hozzámehessen a 15. gyalogezred fiatal hadnagyához, Pierre-Philippe Augier of Sauzay-hoz. Az esküvőt 1808. február 4-én Párizsban, a 10. kerületi városházán kötötték, s Éléonore-nak ezzel meg is szakadt minden kapcsolata a császárral. Az uralkodó szép apanázst fizetett számára, hogy közös gyermekük minél nagyobb kényelemben élhessen. Eléonore és újdonsült férje az esküvői ceremónia után Spanyolországba látogatott, ám hamarosan visszatért Franciaországba. A férjet, aki Soult marsall hadsegédje volt, a 7. vértes ezredhez osztották be. Részt vett az oroszországi hadjáratban. A berezinai csatában 1812. november 28-án eltűnt.
A megözvegyült Éléonore a Madame Campan internátusában megismert volt iskolatársához, Stéphanie de Beauharnais-hoz fordult, aki ekkor Baden nagyhercegnőjeként meghívta mannheimi udvarába. 
Éléonore 1814. május 23-án feleségül ment Charles-Auguste-Émile-Louis de Luxbourg grófhoz, akit a badeni udvari színház nagyhercegi intendánsává neveztek ki, és akivel 35 évig éltek együtt. Éléonore 1849. szeptember 1-jén ismét megözvegyült, még 19 évig élt, s ebben az időszakban Párizs és Mannheim között osztotta meg életét. 
Eléonore 1868-ban, 81 esztendősen követte férjét. Sírja a Père-Lachaise temetőben található.

## Fordítás
Ez a szócikk részben vagy egészben  az   Éléonore Denuelle de La Plaigne című francia Wikipédia-szócikk ezen változatának fordításán alapul.  Az eredeti cikk szerkesztőit annak laptörténete sorolja fel. Ez a jelzés csupán a megfogalmazás eredetét és a szerzői jogokat jelzi, nem szolgál a cikkben szereplő információk forrásmegjelöléseként.